# Bundestagswahlkreis Berlin-Tempelhof – Südost-Steglitz
Der Bundestagswahlkreis Berlin-Tempelhof – Südost-Steglitz war ein Bundestagswahlkreis in Berlin, der in dieser Form nur für eine Wahlperiode von 1990 bis 1994 existierte. Er umfasste den ehemaligen Bezirk Tempelhof und vom damaligen Bezirk Steglitz das Gebiet östlich der Anhalter Bahn und südlich des Teltowkanals. Zur Bundestagswahl 1994 ging sein Gebiet im Bundestagswahlkreis Berlin-Tempelhof auf.

## Bundestagswahl 1990
| Kandidaten                     | Kandidaten                 | Parteien/Listen   | Erststimmen | Erststimmen | Zweitstimmen | Zweitstimmen |
| Kandidaten                     | Kandidaten                 | Parteien/Listen   | Stimmen     | %           | Stimmen      | %            |
| ------------------------------ | -------------------------- | ----------------- | ----------- | ----------- | ------------ | ------------ |
|                                | Rupert Scholzgewählt im WK | CDU               | 91.441      | 56,3        | 89.219       | 54,4         |
|                                | −                          | SPD               | 45.563      | 28,1        | 44.169       | 26,9         |
|                                | −                          | FDP               | 13.253      | 8,2         | 17.284       | 10,5         |
|                                | −                          | Die Grünen        | 5.088       | 3,1         | 4.481        | 2,7          |
|                                | −                          | PDS               | –           | –           | 1.055        | 0,6          |
|                                | −                          | DSU               | 423         | 0,3         | 438          | 0,3          |
|                                | −                          | Bündnis 90        | –           | –           | 949          | 0,6          |
|                                | −                          | DDD               | –           | –           | 58           | 0,0          |
|                                | −                          | BSA               | –           | –           | 5            | 0,0          |
|                                | −                          | Graue             | 1.427       | 0,9         | 1.266        | 0,8          |
|                                | −                          | REP               | 4.281       | 2,6         | 4.387        | 2,7          |
|                                | −                          | KPD               | –           | –           | 22           | 0,0          |
|                                | −                          | NPD               | 160         | 0,1         | 166          | 0,1          |
|                                | −                          | ÖDP               | 659         | 0,4         | 491          | 0,3          |
|                                | −                          | Patrioten         | –           | –           | 6            | 0,0          |
|                                | −                          | SpAD              | –           | –           | 9            | 0,0          |
|                                | −                          | VAA               | –           | –           | 21           | 0,0          |
| Gesamt                         | Gesamt                     | Gesamt            | 162.295     | 100         | 164.026      | 100          |
|                                |                            |                   |             |             |              |              |
| Ungültige Stimmen              | Ungültige Stimmen          | Ungültige Stimmen | 4.236       | 2,5         | 2.505        | 1,5          |
| Wähler                         | Wähler                     | Wähler            | 166.531     | 86,5        | 166.531      | 86,5         |
| Wahlberechtigte                | Wahlberechtigte            | Wahlberechtigte   | 192.546     |             | 192.546      |              |
|                                |                            |                   |             |             |              |              |
| Quellen: Der Bundeswahlleiter, |                            |                   |             |             |              |              |

## Wahlkreisgeschichte
| Wahl | Wahlkreisname                          | Gebiet | Wahlkreissieger | Partei | Erststimmen |
| ---- | -------------------------------------- | --- | --------------- | ------ | ----------- |
| 1990 | 255 Berlin-Tempelhof – Südost-Steglitz | Bezirk Tempelhof und vom Bezirk Steglitz das Gebiet östlich der Anhalter Bahn und südlich des Teltowkanals | Rupert Scholz   | CDU    | 56,3 %      |